# Pterognathia tuatara
Pterognathia tuatara är en djurart som tillhör fylumet käkmaskar, och som beskrevs av Wolfgang Sterrer 2006. Pterognathia tuatara ingår i släktet Pterognathia och familjen Pterognathiidae. Inga underarter finns listade i Catalogue of Life.